# Junkers K 39
Die Junkers K 39 war eine durch das schwedische Zweigwerk der Firma Junkers in Limhamn umgebaute Junkers A 32, welche für militärische Zwecke angeboten werden sollte. Hierzu wurde eine der beiden im Jahr 1926 in Dessau gebauten A 32 nach Schweden geflogen und dort bei den AB Flygindustri umgebaut.

## Geschichte
Für die K 39 wurde die Zelle der Junkers A 32 um drei MG-Stände und eine Vorrichtung zum Abwurf leichter Bomben (insgesamt 100 kg) erweitert. Der Beobachter im Rumpfunterteil sollte in einem Gefechtsstand auch für die Verteidigung nach unten verantwortlich sein. Der schwache BMW-Motor wurde durch einen Junkers L 55 mit 600 PS ersetzt, was jedoch keine nennenswerten Leistungssteigerungen brachte.
Verkaufsverhandlungen endeten allerdings ohne einen Vertragsabschluss, da die Junkers-Maschine der französischen und britischen Konkurrenz preislich und technisch unterlegen war.
Es blieb bei einem umgebauten Exemplar.

## Technische Daten

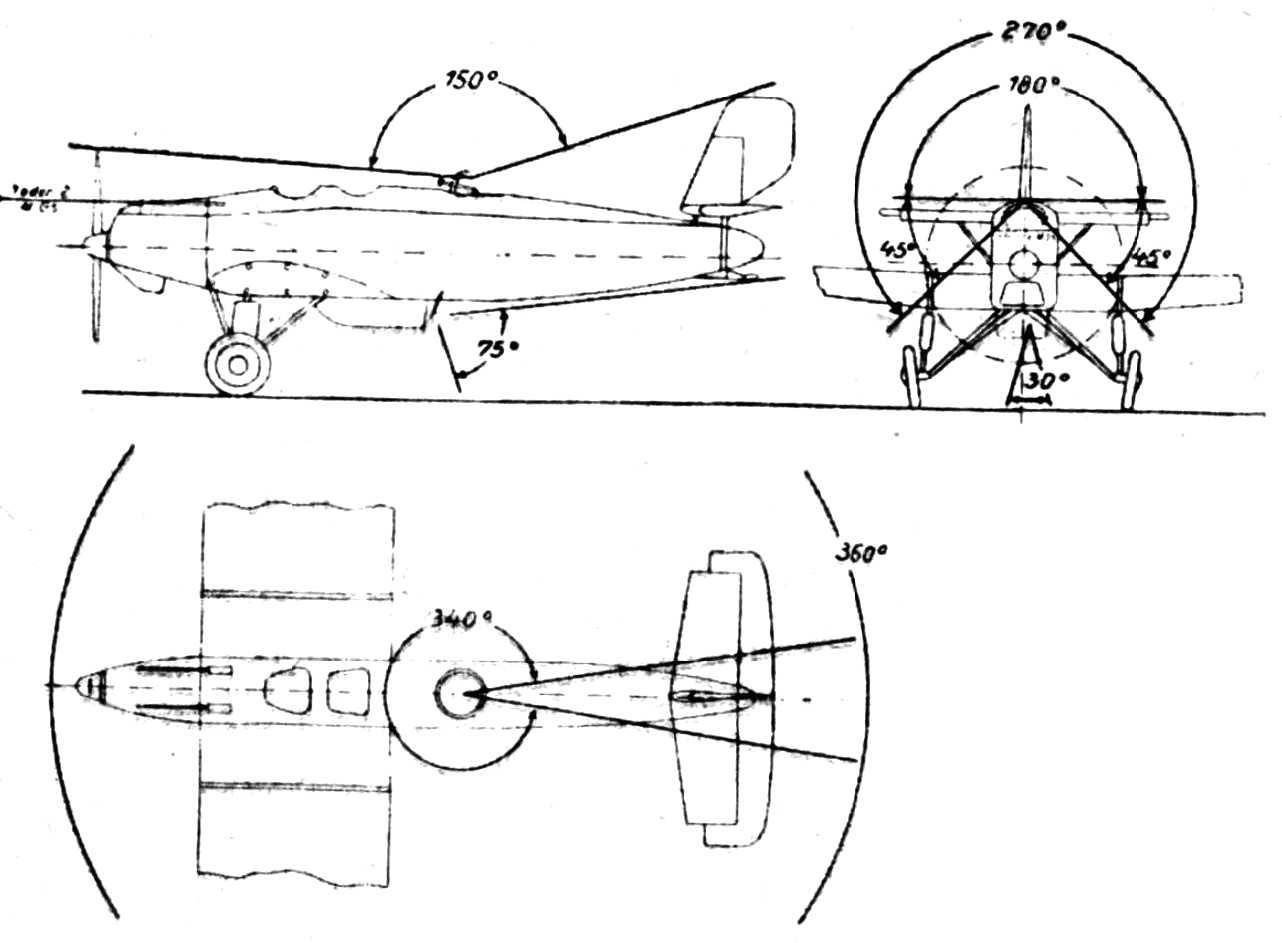
Dreiseitenansicht mit Schussbereich der Abwehrbewaffnung

| Kenngröße             | Daten            |
| --------------------- | ---------------- |
| Besatzung             | 3                |
| Spannweite            | 17,82 m          |
| Länge                 | 11,10 m          |
| Höhe                  | 3,38 m           |
| Flügelfläche          | 41,00 m²         |
| Flügelstreckung       | 7,7              |
| Leermasse             | 1930 kg          |
| Startmasse            | 3000 kg          |
| Antrieb               | 1 × Junkers L 55 |
| Startleistung         | 600 PS (441 kW)  |
| Höchstgeschwindigkeit | 214 km/h         |
| Marschgeschwindigkeit | 175 km/h         |
| Dienstgipfelhöhe      | 6000 m           |